# Парламентские выборы в Польше (2027)
Парламентские выборы в Польше должны состояться в октябре 2027 года. На них будут избраны 560 членов Национального собрания Республики Польша: 460 депутатов Сейма XI созыва и 100 членов Сената XII созыва.

## Предвыборная кампания
Парламентские выборы 2023 года привели к смене правительства и лишили партию власти «Право и справедливость» (ПиС, «PiS») своего статуса, который она сохраняла с конца 2015 года. Поддержка «Права и справедливости» опустилась ниже 40 %, то есть недостаточно для получение абсолютного парламентского большинства.
Согласно опросам, оппозиция (ПиС и Конфедерация) имеют шансы на большинство, однако вероятность такой коалиции очень мала, так как у этих партий разные взгляды например: политика по отношению к Украине и ЕС, реформа налоговой системы, либерализация экономики и др.

## Избирательная система
Депутаты Сейма избираются по пропорциональной системе от 41 многомандатного округа. Места распределяются с использованием метода Д’Ондта с порогом в 5 % для партий и 8 % для коалиций, на партии, представляющие интересы национальных меньшинств данные ограничения не распространяются.
Члены Сената избираются по системе относительного большинства с одним победителем от 100 одномандатных округов.